# Glaciar Crane
El glaciar Crane es un estrecho glaciar que fluye 50 kilómetros en dirección este-noreste a lo largo del lado noroeste de las montañas Aristóteles para ingresar a la ensenada Exasperación, en la costa este de la península Antártica.

## Historia y toponimia
Hubert Wilkins fotografió el glaciar desde un avión en 1928 y le dio el nombre de canal Crane, por C.K. Crane de Los ángeles, informando que parecía ser un canal en dirección este-oeste a través de la península Antártica. El nombre fue cambiado a ensenada Crane Inlet luego de exploraciones a lo largo de la costa oeste de la península en 1936 por la Expedición Británica a la Tierra de Graham, que demostró que no existía un canal a través de la costa este, como lo indicaba Wilkins. El actual British Antarctic Survey en 1947 encontró el accidente a 120 kilómetros de la posición indicada por  Wilkins y determinó su verdadera naturaleza.
La velocidad del glaciar aumentó tres veces después del colapso de la barrera de hielo Larsen B en 2002 y es probable que esto se deba a la eliminación de un efecto de contrafuerte de la barrera de hielo.

## Reclamaciones territoriales
Argentina incluye al glaciar en el departamento Antártida Argentina dentro de la provincia de Tierra del Fuego, Antártida e Islas del Atlántico Sur; Chile reclama solo una pequeña porción de su extremo sudoeste al oeste del meridiano 53° O, que incluye en la comuna Antártica de la provincia Antártica Chilena dentro de la Región de Magallanes y de la Antártica Chilena; y para el Reino Unido integra el Territorio Antártico Británico. Las tres reclamaciones están sujetas a las disposiciones y restricciones de soberanía del Tratado Antártico.
Nomenclatura de los países reclamantes:
- Argentina: glaciar Crane[5][6]
- Chile: glaciar Crane[7]
- Reino Unido: Crane Glacier[8]